# Stéphan Fauve
Stéphan Fauve, né le 20 décembre 1955 à Paris, est un physicien français. Il est professeur à l’École normale supérieure (ENS) de Paris, membre du laboratoire de physique de l'ENS.
Après avoir soutenu sa thèse d’État en 1984 sous la direction d’Albert Libchaber, en étant agrégé-préparateur à l’École normale supérieure, Stephan Fauve a été successivement professeur à l'École normale supérieure de Lyon (1987-1997), puis à l’ENS de Paris depuis 1997. Il est membre de l'Académie des sciences, section physique.

## Biographie
Stéphan Fauve, est ancien élève de l’École normale supérieure de Saint-Cloud (1976- 1980), agrégé de sciences physiques (1979) et docteur ès sciences (1984).

## Travaux scientifiques
Les travaux de Stéphan Fauve ont porté principalement sur la physique non linéaire. Son travail de thèse a concerné l’étude de divers scénarios de transition vers le chaos, en particulier la mesure des exposants critiques associés à la cascade de doublements de période.  Il a ensuite réalisé la première expérience mettant en évidence le phénomène de résonance stochastique. Il a été l’un des fondateurs du laboratoire de physique de l’ENS-Lyon, en y initiant divers axes de recherche : les structures dissipatives engendrées par instabilités, l’étude des milieux granulaires,, la propagation du son dans des milieux complexes (effet de la transition liquide-vapeur sur la vitesse et l’absorption du son dans les milieux diphasiques, interaction son-vorticité et son application à la détection de structures tourbillonnaires intermittentes en turbulence , l’étude des ondes de surface, qui a permis l’observation d’un ordre quasi-cristallin engendré par instabilité, puis l’étude de la turbulence d’ondes,. Il a initié la collaboration VKS en proposant une expérience sur l’effet dynamo qui a permis la première observation au laboratoire du phénomène de renversement du champ magnétique,, présentant de nombreuses similitudes avec les renversements du champ magnétique terrestre. Il s’intéresse actuellement aux propriétés statistiques des grandes échelles en turbulence,, et à la modélisation au laboratoire de l’oscillation quasi-biennale, c’est-à-dire aux renversements quasi-périodiques du vent dans la stratosphère équatoriale.

## Distinctions
- Professeur à l'Institut Universitaire de France (junior) (1992-1997)
- Prix IBM de Physique (1993)
- "Batchelor lecturer" (Cambridge University (2004)
- Prix des Trois Physiciens (2008)
- Médaille Lewis Fry Richardson de l’European Geosciences Union (2009)
- Médaille d’argent du CNRS (2009)[20]
- Prix du CEA, Académie des Sciences (2009)
- Professeur à l'Institut Universitaire de France (senior) (2009)[21]
- Membre de l’Académie des sciences (2011)[22]
- Membre de l’Académia Europaea (2011)